# فینچبورگ (آلاباما)
فینچبورگ (به انگلیسی: Finchburg) یک منطقهٔ مسکونی در ایالات متحده آمریکا است که در شهرستان مونرو، آلاباما واقع شده‌است. فینچبورگ ۶۷٫۹۷ متر بالاتر از سطح دریا قرار دارد.